# Роаял Серен ФК
„Роаял Серен“ (на нидерландски: Royal Football Club Seraing) известен повече като Серен, е футболен клуб от град Серен, окръг Лиеж, Белгия.
Основан е през 1922 г. като „Спортинг клуб Босю-Боа“. Домакинските си мачове играе на стадион „Стад дьо Пери“ в Серен с капацитет 8 207 зрители. През 2020/21 дебютира в Белгийската Про Лига – най-високото ниво на белгийския футбол. Там играе два сезона и изпада.

## Предишни имена
| Години      | Име                                                             |
| ----------- | --------------------------------------------------------------- |
| 1922 – 1982 | СК Босю-Боа SC Boussu-Bois                                      |
| 1982 – 1985 | Роаял Франк-Боран Босю-Елуж Royal Francs-Borains Boussu-Élouges |
| 1985 – 2008 | Роаял Франк-Боран Royal Francs-Borains                          |
| 2008 – 2014 | Роаял Босю-Дур Боринаж Royal Boussu-Dour Borinage               |
| от 2014     | Роял ФК Серен RFC Seraing                                       |

## Успехи
Белгийска Про Лига
- 17-то (1): 2021/22

Втора дивизия
- Шампион (2): 1981/82, 1992/93